# Wally Neuzil
Wally (Walburga) Neuzil (née le 19 août 1894 à Tattendorf en Basse-Autriche, morte le 27 décembre 1917 à Sinj en Dalmatie) était la compagne et le modèle du peintre Egon Schiele.

## Biographie
Walburga Pfneisl est née à Tattendorf, à quelques kilomètres au sud de Vienne, au numéro 12 de la rue Badner ; elle est la fille naturelle de la journalière Thekla Pfneisl et de l'instituteur Josef Neužil, originaire de Koloměřice en Bohême. Les parents se  marient le 11 mars 1895 et Walburga prend le nom du père. Ce dernier est muté en 1896 à l'école de Moosbrunn, dont il deviendra le directeur. On suppose qu'il est mort en 1905. Thekla Neuzil a alors déménagé à Vienne avec sa fille.
Elle figure en 1906 dans l'annuaire des adresses de Vienne comme veuve de directeur d'école ; elle y travaille comme gouvernante et change souvent d'adresse dans les années suivantes (districts 12., 10., 2., 20., 2.).
Walburga Neuzil aurait d'abord travaillé comme modèle chez Gustav Klimt mais cela n'est pas attesté. À partir de l'automne 1911, Wally devient le modèle le plus fréquent d'Egon Schiele et aussi sa compagne. Elle vit avec lui dans une petite maison dans la forêt de Vienne In der Au près de Neulengbach, où l'artiste a réalisé plusieurs de ses œuvres importantes dont Wally a servi de modèle mais aussi plusieurs représentations érotiques d'enfants. En avril 1912, Schiele est accusé d'abus sexuels sur mineur et emprisonné. Wally est l'une des rares personnes à rester près de lui et à croire en son innocence. Elle lui apporte des colis en prison et se soucie de lui procurer un avocat. Schiele en témoigne dans une lettre à Franz Hauer : « […] de mes proches personne ne s'est autant démené que Wally, que j'ai brièvement connue et qui s'est comportée si noblement que cela me liait » (lettre d'Egon Schiele à Franz Hauer, 25 janvier 1914).
En juin 1915 Egon Schiele épouse Édith Harms.

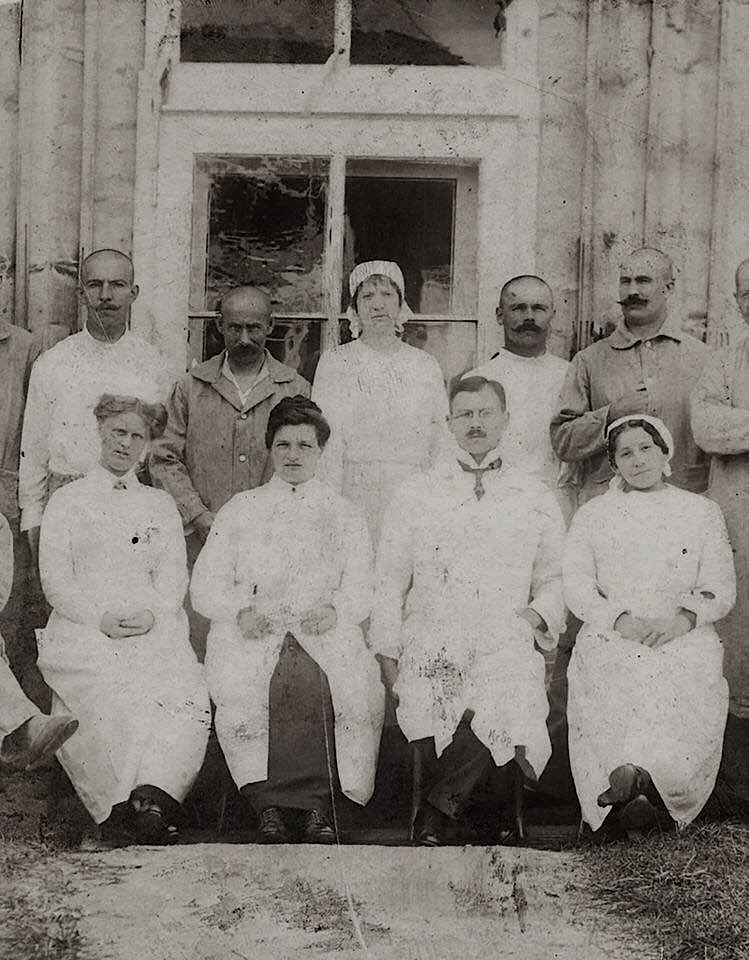
Wally à Sinj

Après la séparation, Wally suit à Vienne une formation d'infirmière ; elle exerce à l'hôpital militaire no 1. En 1917, elle travaille en 1917 à Sinj, à 25 km de Split. Elle y meurt de la scarlatine le 27 décembre 1917. Son lieu d'inhumation reste inconnu. Lorsque Schiele a appris sa mort, il a changé le titre de son œuvre principale : Homme et jeune fille est devenu Mort et jeune fille.
Egon Schiele et sa femme Édith sont morts de la grippe espagnole en octobre 1918 à Vienne.

## Hommage
À Tattendorf existe une place Wally Neuzil.